# Јоана Бруздович
Јоана Бруздович (пољ. Joanna Bruzdowicz; Варшава, 17. мај 1943 — 3. или 4. новембар 2021) била је пољска композиторка.

## Живот
Рођена је 17. маја 1943. године у Варшави. Студирала је на Варшавској музичкој високој школи, Државна виша школа музике (композицију са Сикорским, те клавир са Протасевичевом и Осакевичевом); добила је диплому мастер 1966. године. Наставила је студије у Паризу након што је добила стипендију од француске Владе; постала је студенткиња Надје Булангер, Оливијеа Месијаена и Пјера Шефера. Придружила се електроакустичној групи Решершес музикалес и на Сорбони написала докторску тезу (Математика и логика у савременој музици).
Након што је завршила студије у Француској, настанила се у Белгији са својим мужем Хорстом-Јиргеном Тителом који је био виши саветник председника Европске комисије. Заједно, аутори су 36-епизодне немачке серије Stahlkammer Zürich (досл. ’челична комора Цирих’) за коју је Бруздовичева написала преко 15 сати музике. Живели су на југу Француске. Имају три сина (један је Јерг Тител).
Умрла је 3. или 4. новембра 2021. године у француској комуни Теје.

## Уметнички распон
Као композиторка, посветила је своју пажњу опери, симфонијској и камерној музици, радовима за децу, музици за телевизију. Написала је четири концертна и бројне камерне комаде, као и преко 25 сати филмске музике. Њене композиције су снимљене на 12 ЦД-ова и преко 20 ЛП-а; била је гошћа у ТВ програмима продуцираним у Белгији, Француској, Немачкој и Пољској.
Њен рад укључује неколико опера које су на сцену донеле неке од највећих радова европске књижевности (нпр. The Penal Colony по Кафки, 1972; The Women of Troy по Еурипиду, 1973; The Gates of Paradise по Андрзејевском, 1987; итд.).
Бруздовичева је имала дуготрајан радни однос са француском филмском режисерком Ањес Вардом, за коју је компоновала музику за филмове Sans toit ni loi (Златни лав у Венецији 1985), Les gianeurs et la gianeuse (вишеструко награђивани документарац).
Ауторка је нумере за француски филм Un air si pur... из 1997. године.
Њена музика може се чути у другој сарадњи са режисерком Ив Анжело, за филм Les ames grises (досл. ’сиве душе’) који је последњи филм у којем глуми француски комичар Жак Виљре.